# Afterlife (muzyka elektroniczna)
Afterlife – projekt muzyczny łączący wytwórnię płytową i serię międzynarodowych wydarzeń muzycznych. Projekt został założony w 2016 roku przez włoski duet DJ-ski Tale of Us. Afterlife jest znane z integracji muzyki elektronicznej z elementami wizualnymi i artystycznymi, tworząc kompleksowe doświadczenia audiowizualne.

## Historia
Afterlife zostało założone w 2016 roku jako platforma promująca muzykę elektroniczną oraz sztukę wizualną. Pierwsze wydarzenie odbyło się w lipcu 2016 roku w klubie Space na Ibizie, gdzie zaprezentowano charakterystyczne połączenie występów DJ-skich z zaawansowanymi wizualizacjami.

### Twórcy
Duet Tale of Us, założyciele Afterlife, powstał w wyniku spotkania Carmine’a Conte i Matteo Milleriego w Mediolanie, gdzie obaj rozpoczęli swoją edukację muzyczną. Wkrótce po nawiązaniu współpracy duet przeniósł się do Berlina, który stał się ważnym miejscem rozwoju ich kariery w muzyce elektronicznej. Styl grupy łączy elementy techno, house i ambientu, co stało się podstawą brzmienia prezentowanego w ramach Afterlife.

## Wydarzenia

### Ibizia
Afterlife od 2016 roku organizuje regularne wydarzenia na Ibizie. Imprezy odbywają się w klubach takich jak Hï Ibiza i Ushuaïa, gdzie występują zarówno Tale of Us, jak i artyści związani z wytwórnią. Wydarzenia na Ibizie charakteryzują się wykorzystaniem zaawansowanej technologii dźwiękowej oraz wizualnej.

### Tulum
Afterlife bierze udział w wydarzeniach organizowanych w Zamna Festival w Tulum - znanym ośrodku muzyki elektronicznej w Meksyku. Projekt często występuje jako zamknięcie festiwali odbywających się w tej lokalizacji, prezentując swoje charakterystyczne połączenie muzyki elektronicznej i wizualizacji. Wydarzenia w Zamna odbywają się w otwartych przestrzeniach, takich jak dżungle i plaże, co nadaje im wyjątkowy charakter.

### Las Vegas
W grudniu 2024 roku Afterlife zorganizowało wydarzenie w Sphere w Las Vegas, nowoczesnym obiekcie koncertowym znanym z zaawansowanych technologii audiowizualnych. Anyma zainaugurował cykl rezydencji „The End of Genesys”, wykorzystując ekrany LED i dźwięk przestrzenny do stworzenia immersyjnego widowiska.

### Inne wydarzenia
Afterlife jest również obecne na międzynarodowych festiwalach muzycznych, takich jak Tomorrowland w Belgii czy Amsterdam Dance Event (ADE). W ramach tych wydarzeń projekt prezentuje swoje unikalne podejście do muzyki i wizualizacji.

## Wytwórnia
Afterlife Records to wytwórnia płytowa zajmująca się promocją muzyki elektronicznej. Wydaje albumy, single oraz remiksy, współpracując zarówno z uznanymi artystami, jak i młodymi talentami. W katalogu wytwórni znajdują się utwory takich wykonawców jak Tale of Us, Recondite, Mathame i Stephan Bodzin.
W 2023 roku Afterlife nawiązało współpracę z amerykańską wytwórnią Interscope Records, co pozwoliło na globalną dystrybucję ich muzyki. W ramach tej współpracy wydano m.in. singiel „Welcome To The Opera” autorstwa Anymy i Grimes.

### Wpływ na scenę muzyczną
Afterlife jest uznawane za projekt wprowadzający innowacyjne podejście do organizacji wydarzeń muzycznych. Połączenie muzyki elektronicznej z elementami wizualnymi oraz starannie dobrane lokalizacje wyróżniają projekt na tle innych przedsięwzięć w branży.

### Artyści
- Tale of Us
- Recondite
- Stephan Bodzin
- Mind Against
- Kevin de Vries
- Woo York
- Adriatique
- Mathame
- Agents Of Time
- Patrice Bäumel
- Fideles
- Aether
- Argy
- Chris Avantgarde[12]